# Děhylov (stacja kolejowa)
Děhylov – stacja kolejowa w Děhylovie (okres Opawa), w kraju morawsko-śląskim, w Czechach. Stacja znajduje się w pobliżu jeziora Hulczyńskiego, na wysokości 220 m n.p.m. i leży na linii kolejowej nr 321. Powstała w 1857 jako przystanek, dopiero 1 czerwca 1924 uzyskała status stacji kolejowej. Dawniej nosiła nazwę Děhylov-Hlučín. Stacja sterowana jest zdalnie, ze stacji Ostrava-Svinov.